# Сцибоже
Сцибоже (пол. Ściborze) — село в Польщі, у гміні Роєво Іновроцлавського повіту Куявсько-Поморського воєводства.
Населення — 522 особи (2011).
У 1975-1998 роках село належало до Бидгощського воєводства.

## Демографія
Демографічна структура станом на 31 березня 2011 року:
|          | Загалом | Допрацездатний вік | Працездатний вік | Постпрацездатний вік |
| -------- | ------- | ------------------ | ---------------- | -------------------- |
| Чоловіки | 256     | 62                 | 174              | 20                   |
| Жінки    | 266     | 71                 | 154              | 41                   |
| Разом    | 522     | 133                | 328              | 61                   |